# Répression politique
Pour les articles homonymes, voir Répression.
La répression politique est l'oppression ou la persécution d'un individu ou groupe pour des raisons politiques, particulièrement pour restreindre ou prévenir la possibilité qu'il puisse participer à la vie politique de la société.
La répression politique peut prendre la forme de discrimination politique, abus de surveillance, violence policière, emprisonnement, inquisition, déportation, suppression des droits civiques, et des actions violentes comme le meurtre, l'exécution sommaire, la torture, disparition forcée et autre punition extrajudiciaire de militants, dissidents, ou de la population en général.
Quand la répression politique est sanctionnée ou organisée par l'État, on parle de terrorisme d'État ou de génocide. La répression politique violente et systématique est une caractéristique type des dictatures et des états totalitaires. Dans les régimes de ce type, la répression peut être conduite par une police secrète, l'armée, des groupes paramilitaires ou des escadrons de la mort.
Dans certains états comme l'ex-Union soviétique, « répression » peut être le terme officiel utilisé à propos des opposants politiques du régime (article 58 du code pénal de la RSFSR).

## Répression dans les pays démocratiques
Bien que la répression soit généralement associée aux régimes autoritaires, les autres types de gouvernement peuvent également en être coupable. En fait, une théorie propose qu'il y aurait « plus de [répression] dans le [centre idéologique] », c'est-à-dire que les pays qui sont ni entièrement démocratiques ni entièrement autoritaires seraient plus répressifs que les régime appartenant aux deux extrêmes. Les démocraties n'auraient pas beaucoup d'opportunité de pratiquer la répression, puisque le modèle démocratique incite plutôt l'échange d'idée et le débat. De plus, le droit au suffrage permet de limiter les motivations aux actions radicales ou violentes, puisqu'un gouvernement coupable d'abus serait susceptible de perdre les faveurs de son électorat. Les régimes entièrement autoritaires ne seraient toutefois pas ceux qui sont les plus répressifs , notamment parce que les citoyens vivant sous régimes autoritaires savent que des actions dissidentes sont systématiquement punies par le régime. Ainsi, les régimes mixtes qui empruntent des caractéristiques autant de la démocratie et de l'autoritarisme seraient les plus susceptible de pratiquer la répression.

### Aux États-Unis
Les États-Unis voient, dès le début de XXe siècle, une répression ouvrière s'opposant au mouvement syndicaliste. Par exemple, en 1905, les membres du syndicat l'Industrial Workers of the World (IWW) sont emprisonnés pour désobéissance civile non-violente. L'opposition de l'État Américain continue pendant plusieurs années: la répression anti-syndicaliste augmente après la Première Guerre mondiale, notamment à cause de la « peur rouge » suivant la révolution bolchévique et du chauvinisme américain.
La « peur rouge » mène à plusieurs exemples de répression politique. En 1919, la General Intelligence Division (GID) est mise sur pied dans le but de faire de l'espionnage parmi les groupes révolutionnaires américains. Le FBI reprend la charge de surveillance politique de la GID après sa dissolution en 1924. Après la Seconde Guerre mondiale, la "peur rouge" s'intensifie avec la Guerre froide et le maccarthysme. Entre 1947 et 1954, les individus employés dans la fonction publique sont soumis à des enquêtes visant à déterminer leur loyauté aux États-Unis en s'intéressant à leurs opinions et affiliations politiques passées.

### Processus de déshumanisation dans les régimes totalitaires
Les régimes totalitaires sont des régimes politiques avec une poignée de dirigeants qui contrôlent l’entièreté de la société dans laquelle ils affirment leur pouvoir absolu sur tous les domaines. Pour assurer la survie de son gouvernement, l'État utilise un prétexte de déshumanisation. La déshumanisation permet une plus grande marge de manœuvre, permettant la persécution d'un groupe en particulier sans avoir à justifier ses actes dans les régimes totalitaires. Elle aide donc à enlever le caractère humain d’un certain groupe visé. Ce manque d’humanité leur donne plus de facilité dans la persécution du groupe en question puisque la population perçoit un animal plutôt qu’un humain. Ainsi, les gens oublient la dignité humaine des victimes et ne se révoltent pas, ou bien ils préfèrent ne pas se soulever par peur des répressions qu’ils jugent plus importantes que la vie de ces gens. Donc, c'est la population qui supporte le mouvement et qui fait fonctionner le régime souvent totalitaire étant donné que les propagandes de déshumanisation leur donnent un semblant de différence et de distanciation avec les victimes. Par exemple, dans les régimes comme l'ex-Union soviétique, le principal acteur de cette déshumanisation était le peuple puisque la peur de la dénonciation entre membres de la société, qui se dénonçaient entre eux sans avoir besoin d’un statut social particulier, comme un policier ou bien un militaire. L'État les engageait pour espionner leurs compatriotes ou persécuter un groupe visé, comme la Stasi, une police de contrôle utilisée en dans la République démocratique allemande (RDA). La manière adoptée pour détruire le caractère humain des « traitres » visait à torturer et inciter la dénonciation entre parents, voisins, amis, amoureux, afin que la peur de la trahison et de la torture incite les gens à éviter et isoler les gens susceptibles de révolte. De plus, l’État pouvait garder un meilleur contrôle sur les insurrections qui critiquaient ses actes. Donc, cette déshumanisation creusait cette méfiance entre personne, ce qui empêchaient les mouvements de s’aligner et de se révolter.

## Motivations
Un acteur politique pourrait pratiquer la répression dans l'objectif d'éliminer une menace à l'état, à ses infrastructures ou à sa population. Toutefois, la menace qui s'oppose directement au régime est celle qui comporte le plus de risque d'être répondue par des méthodes répressives. La répression peut également être utilisée comme un outil de contrôle. En effet, un État peut forcer l'obéissance de la population par l'extermination et l'affaiblissement des acteurs qui l'oppose.